# Drusus discolor
Drusus discolor là một loài Trichoptera trong họ Limnephilidae. Chúng phân bố ở miền Cổ bắc.